# NGC 2519
NGC 2519 est un objet inexistant ou un groupe d'étoiles,  située dans la constellation du Lynx. L'astronome germano-britannique J. Gerhard Lohse a enregistré la position de NGC 2519 en 1186.
Note : la base de données Simbad, ainsi que LEDA, Wikisky et le programme Aladin indiquent que NGC 2519 est NGC 2518, une galaxie lenticulaire. Mais, les notes de Gerhard Lohse indiquent que les deux nébuleuses (NGC 2518 et NGC 2519) étaient à 42 secondes d'arc l'une de l'autre. Ainsi, NGC 2519 ne peut pas être NGC 2518.